# Symphonie no 2 de Michael Haydn
Pour les articles homonymes, voir Symphonie no 2.

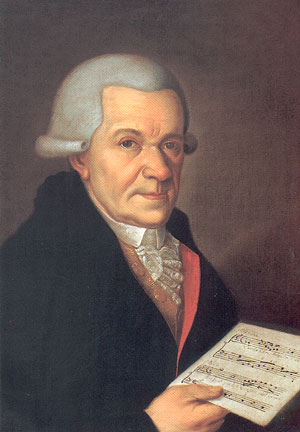
Michael Haydn

La Symphonie no 2 en ut majeur, Perger  2, Sherman 2, MH 37, est une symphonie de Michael Haydn, qui a été composée à Oradea en 1761.

## Analyse de l'œuvre
La symphonie est écrite pour 2 hautbois, 2 bassons, 2 cors, 2 trompettes et les cordes.
Elle comporte quatre mouvements :
1. Allegro, en ut majeur
2. Andante, en fa majeur
3. Menuet et Trio
4. Presto